# Luigi Sartor
Luigi Sartor (Treviso, 30 gennaio 1975) è un ex calciatore italiano, di ruolo difensore.

## Caratteristiche tecniche
Terzino destro naturale, si adattava anche a fare il centrale.

## Carriera

### Club
Cresciuto nelle giovanili del Padova, viene venduto nell'estate del 1992 per un miliardo di lire, cifra record all'epoca per un minorenne, alla Juventus, con cui debutta in Serie A il 6 dicembre 1992 contro la Fiorentina, segnando un autogol e assicurando il risultato per la compagine viola. Disputa inoltre, il 30 settembre 1992, una partita di Coppa UEFA che lo fa diventare il più giovane esordiente della Juventus nelle Coppe europee, edizione poi conclusa proprio con la vittoria del trofeo da parte dei bianconeri.

Sartor (in piedi, quarto da sinistra) nella formazione Giovanissimi del Padova campione d'Italia 1989-1990

Prestato alla Reggiana, disputa 5 partite, prima di passare nel novembre 1994 al L.R. Vicenza, in Serie B, dove si conquista subito un posto da titolare totalizzando 23 presenze e 2 gol e contribuendo alla promozione nella massima serie della squadra berica. Nella stagione successiva, dopo un paio di partite, problemi fisici lo costringono a saltare gran parte del girone di ritorno, concludendo quindi la stagione con 15 apparizioni. Alla sua terza stagione in biancorosso gioca inizialmente da difensore centrale dopo la partenza dello svedese Joachim Björklund prima di tornare a giocare sulla fascia, ottenendo 26 presenze in campionato. La sua avventura a L.R. Vicenza termina con la vittoria della Coppa Italia 1996-1997, nonostante un infortunio causato da una violenta entrata di Marco Materazzi.
Passato all'Inter nella stagione 1997-1998 per 6,4 miliardi di lire, sfiora con la squadra milanese la vittoria dello scudetto, vincendo la Coppa UEFA 1997-1998.
Dopo 23 presenze e 1 gol (contro la Sampdoria) con la maglia dei nerazzurri, passa al Parma dove gli infortuni limitano le sue prestazioni (13 presenze), ma il 1999 si dimostra un anno di vittorie: il Parma e Sartor festeggiano la vittoria della Coppa UEFA, della Coppa Italia e della Supercoppa italiana. In totale con la maglia della squadra emiliana gioca quattro stagioni (68 presenze in campionato), nelle quali vince, oltre ai tre trofei sopracitati, un'altra Coppa Italia (2002).
Passato alla Roma nella stagione 2002-2003 gioca 12 partite. Anche la stagione successiva è iniziata sempre nella squadra capitolina, fino a che nel gennaio 2004 viene ingaggiato dall'Ancona con cui disputa 9 partite, non riuscendo comunque a evitare la retrocessione della squadra marchigiana. Rientrato alla Roma, disputa 7 spezzoni di partita nella stagione 2004-2005 e 4 partite in Champions League, prima di passare nell'ultimo giorno del mercato di riparazione, nel febbraio 2005 al Genoa, dove un nuovo infortunio ne limitano le presenze, 9, ma festeggiando la promozione in Serie A dei grifoni.
Nella stagione 2005-2006 è inizialmente nella rosa della Roma, dividendosi tra panchina e tribuna non scendendo mai in campo in incontri ufficiali ma solo in amichevoli, nel gennaio del 2006 accetta la proposta della squadra ungherese del Sopron allenata da Dario Bonetti trovando nella rosa del club anche i connazionali Beppe Signori e Nicola Silvestri. Esordisce in campionato il 25 febbraio, nella vittoriosa trasferta ai danni dell'Honvéd per 3-0. Segna la sua prima ed unica rete con la maglia dell'omonima cittadina magiara nei quarti di finale di Coppa d'Ungheria contro l'Honvéd, chiudendo la stagione con 7 presenze in campionato.
La stagione successiva viene ingaggiato dal Verona in Serie B con cui, complice diversi infortuni, scende in campo in 7 occasioni, terminando la stagione, dopo i play-out persi contro lo Spezia, con la retrocessione in Serie C1. Nel marzo  del 2008 si trasferisce alla Ternana , ottenendo la salvezza. Nella stagione 2008-2009 gioca 18 gare sulle 34 possibili, diventando un titolare fisso della formazione rossoverde; annata cominciata da titolare, finché il 10 dicembre 2008 si infortuna al ginocchio finendo ai margini della squadra. Terminata la stagione, appende gli scarpini al chiodo all'età di 34 anni.

### Nazionale
Titolare inamovibile nell'Italia Under-21 che nel 1996 vince il campionato europeo di categoria, e con cui lo stesso anno partecipa ai Giochi di Atlanta.
Nell'aprile 1998 fa il suo esordio nella nazionale maggiore contro il Paraguay. Fa registrare una seconda presenza solo quattro anni dopo, giocando un'amichevole contro gli Stati Uniti.

## Procedimenti giudiziari

### Calcioscommesse
Il 19 dicembre 2011 viene arrestato a Parma a seguito dell'inchiesta "Last Bet" per irregolarità nel calcioscommesse. Secondo l'accusa Sartor ricopriva il ruolo di intermediario tra il gruppo di Bologna (tra cui spiccherebbe il suo ex compagno di squadra Giuseppe Signori) e quello di Singapore nella gestione dei soldi delle scommesse di vari campionati italiani avvenute nella repubblica asiatica.
Gli inquirenti sospettano che Sartor, insieme all'amico Luca Burini, al commercialista Daniele Ragone e a Beppe Signori, tramite la Clever Overseas SA, società con sede a Panama e domiciliata e amministrata dalla società fiduciaria Pieffeci Professional Consulting SA di Lugano, abbia ripulito il denaro (almeno 600.000 euro) proveniente dalle scommesse di Singapore della Raffles Money Change Pte Ltd. Sartor si è difeso dicendo che la società svizzera era stata creata con lo scopo di far comprare una squadra di calcio italiana agli uomini di Singapore.
Rilasciato, il 1º giugno 2012 il procuratore federale Stefano Palazzi richiede per lui 5 anni di squalifica più preclusione. Il 18 giugno in primo grado e il 6 luglio in secondo grado gli viene confermata la squalifica.
Il 9 febbraio 2015 la procura di Cremona termina le indagini e formula per lui e altri indagati le accuse di associazione a delinquere e frode sportiva.
Nel luglio 2019 il tribunale di Bologna ha dichiarato estinta l'accusa di partecipazione ad associazione a delinquere per Sartor e per altri 25 imputati.

### Maltrattamenti
Sartor, gestore di un bar a Parma, nel giugno 2015 per maltrattamenti nei confronti della sua ex compagna è stato condannato a 9 mesi di reclusione con pena sospesa più il pagamento dei danni e delle spese legali ma è stato assolto invece dall'accusa di stalking perché "il fatto non sussiste"; l'accusa chiedeva 2 anni di reclusione.

### Coltivazione di stupefacenti
Il 12 febbraio 2021 viene arrestato dalla Guardia di Finanza di Parma mentre era intento a curare una coltivazione di 106 piante di marijuana insieme a un suo complice in un casolare abbandonato di Lesignano Palmia.

## Statistiche

### Presenze e reti nei club
| Stagione        | Squadra         | Campionato      | Campionato | Campionato | Coppe nazionali | Coppe nazionali | Coppe nazionali | Coppe continentali | Coppe continentali | Coppe continentali | Altre coppe | Altre coppe | Altre coppe | Totale | Totale |
| Stagione        | Squadra         | Comp            | Pres       | Reti       | Comp            | Pres            | Reti            | Comp               | Pres               | Reti               | Comp        | Pres        | Reti        | Pres   | Reti   |
| --------------- | --------------- | --------------- | ---------- | ---------- | --------------- | --------------- | --------------- | ------------------ | ------------------ | ------------------ | ----------- | ----------- | ----------- | ------ | ------ |
| 1992-1993       | Juventus        | A               | 1          | 0          | CI              | 1               | 0               | CU                 | 1                  | 0                  | -           | -           | -           | 3      | 0      |
| 1993-1994       | Reggiana        | A               | 5          | 0          | CI              | 1               | 0               | -                  | -                  | -                  | -           | -           | -           | 6      | 0      |
| 1994-1995       | L.R. Vicenza    | B               | 23         | 2          | CI              | 2               | 0               | -                  | -                  | -                  | -           | -           | -           | 25     | 2      |
| 1995-1996       | L.R. Vicenza    | A               | 15         | 0          | CI              | 1               | 0               | -                  | -                  | -                  | -           | -           | -           | 16     | 0      |
| 1996-1997       | L.R. Vicenza    | A               | 26         | 0          | CI              | 7               | 0               | -                  | -                  | -                  | -           | -           | -           | 33     | 0      |
| Totale Vicenza  | Totale Vicenza  | Totale Vicenza  | 64         | 2          |                 | 10              | 0               |                    | -                  | -                  |             | -           | -           | 74     | 2      |
| 1997-1998       | Inter           | A               | 23         | 1          | CI              | 6               | 0               | CU                 | 9                  | 0                  | -           | -           | -           | 38     | 1      |
| 1998-1999       | Parma           | A               | 13         | 0          | CI              | 4               | 0               | CU                 | 4                  | 0                  | -           | -           | -           | 21     | 0      |
| 1999-2000       | Parma           | A               | 16+1       | 0          | CI              | 1               | 0               | UCL+CU             | 1+6                | 0+0                | SI          | 0           | 0           | 25     | 0      |
| 2000-2001       | Parma           | A               | 19         | 0          | CI              | 7               | 1               | CU                 | 3                  | 0                  | -           | -           | -           | 29     | 1      |
| 2001-2002       | Parma           | A               | 19         | 0          | CI              | 6               | 0               | UCL+CU             | 1+6                | 0+0                | -           | -           | -           | 32     | 0      |
| Totale Parma    | Totale Parma    | Totale Parma    | 67+1       | 0          |                 | 18              | 1               |                    | 21                 | 0                  |             | 0           | 0           | 107    | 1      |
| 2002-2003       | Roma            | A               | 12         | 0          | CI              | 2               | 0               | UCL                | 0                  | 0                  | -           | -           | -           | 14     | 0      |
| 2003-gen. 2004  | Roma            | A               | 0          | 0          | CI              | 1               | 0               | CU                 | 0                  | 0                  | -           | -           | -           | 1      | 0      |
| gen.-giu. 2004  | Ancona          | A               | 9          | 0          | CI              | -               | -               | -                  | -                  | -                  | -           | -           | -           | 9      | 0      |
| 2004-gen. 2005  | Roma            | A               | 7          | 0          | CI              | 1               | 0               | UCL                | 4                  | 0                  | -           | -           | -           | 12     | 0      |
| gen.-giu. 2005  | Genoa           | B               | 9          | 0          | CI              | -               | -               | -                  | -                  | -                  | -           | -           | -           | 9      | 0      |
| 2005-gen. 2006  | Roma            | A               | 0          | 0          | CI              | 0               | 0               | CU                 | 0                  | 0                  | -           | -           | -           | 0      | 0      |
| Totale Roma     | Totale Roma     | Totale Roma     | 19         | 0          |                 | 4               | 0               |                    | 4                  | 0                  |             | -           | -           | 27     | 0      |
| gen.-giu. 2006  | Sopron          | NBI             | 7          | 0          | MK              | 2               | 1               | CU                 | -                  | -                  | MS          | -           | -           | 9      | 1      |
| 2006-2007       | Hellas Verona   | B               | 7          | 0          | CI              | 0               | 0               | -                  | -                  | -                  | -           | -           | -           | 7      | 0      |
| 2007-2008       | Ternana         | C1              | 6          | 0          | CI-C            | 0               | 0               | -                  | -                  | -                  | -           | -           | -           | 6      | 0      |
| 2008-2009       | Ternana         | 1D              | 18         | 0          | CI-LP           | 1               | 0               | -                  | -                  | -                  | -           | -           | -           | 19     | 0      |
| Totale Ternana  | Totale Ternana  | Totale Ternana  | 24         | 0          |                 | 1               | 0               |                    | -                  | -                  |             | -           | -           | 25     | 0      |
| Totale carriera | Totale carriera | Totale carriera | 235+1      | 3          |                 | 43              | 2               |                    | 26                 | 0                  |             | 0           | 0           | 305    | 5      |

### Cronologia presenze e reti in nazionale
| Cronologia completa delle presenze e delle reti in nazionale ― Italia | Cronologia completa delle presenze e delle reti in nazionale ― Italia | Cronologia completa delle presenze e delle reti in nazionale ― Italia | Cronologia completa delle presenze e delle reti in nazionale ― Italia | Cronologia completa delle presenze e delle reti in nazionale ― Italia | Cronologia completa delle presenze e delle reti in nazionale ― Italia | Cronologia completa delle presenze e delle reti in nazionale ― Italia | Cronologia completa delle presenze e delle reti in nazionale ― Italia |
| Data                                                                  | Città                                                                 | In casa                                                               | Risultato                                                             | Ospiti                                                                | Competizione                                                          | Reti                                                                  | Note                                                                  |
| --------------------------------------------------------------------- | --------------------------------------------------------------------- | --------------------------------------------------------------------- | --------------------------------------------------------------------- | --------------------------------------------------------------------- | --------------------------------------------------------------------- | --------------------------------------------------------------------- | --------------------------------------------------------------------- |
| 22-4-1998                                                             | Parma                                                                 | Italia                                                                | 3 – 1                                                                 | Paraguay                                                              | Amichevole                                                            | -                                                                     | 56’                                                                   |
| 13-2-2002                                                             | Catania                                                               | Italia                                                                | 1 – 0                                                                 | Stati Uniti                                                           | Amichevole                                                            | -                                                                     | 37’                                                                   |
| Totale                                                                |                                                                       | Presenze                                                              | 2                                                                     |                                                                       | Reti                                                                  | 0                                                                     |                                                                       |

## Palmarès

### Club

#### Competizioni nazionali
- Coppa Italia: 3

Vicenza: 1996-1997
Parma: 1998-1999, 2001-2002

#### Competizioni internazionali
- Coppa UEFA: 3

Juventus: 1992-1993
Inter: 1997-1998
Parma: 1998-1999

#### Competizioni giovanili
- Campionato Giovanissimi Nazionali: 1

Padova: 1989-1990

### Nazionale
- Europeo Under-21: 1

Spagna 1996